# Revue musicale de Suisse romande

La Revue musicale de Suisse romande est une revue consacrée à la musique classique, fondée en 1948 et paraissant en Suisse.

## Description
Créée sous l'appellation de Feuilles musicales et sous la forme de cahiers de huit pages au format 240 sur 160 mm, la revue paraît trimestriellement la première année puis quasi mensuellement sur plusieurs centaines de pages. Elle trouve son titre actuel en 1963 et bénéficie dès le début de la collaboration de personnalités du monde musical telles qu'Alfred Cortot, Jacques Chailley ou Vlado Perlemuter.
En complément de la publication périodique, elle fait paraître des numéros spéciaux consacrés à Béla Bartók, Vincent d'Indy, Igor Stravinsky, Arthur Honegger, Anton Bruckner, Frank Martin, Paul Hindemith, Niccolò Paganini. Pour son dixième anniversaire, elle publie un supplément composé de deux œuvres originales que Francis Poulenc et Frank Martin lui dédient et, en 1991, à l'occasion du sept centième anniversaire de la Confédération suisse, paraît un dossier de cinq cents pages consacré à une étude exhaustive de la musique dans les cantons romands.
La Revue reprend à partir de 1971 une périodicité trimestrielle et propose les sommaires et des extraits de ses anciens numéros sur son site internet. Elle est diffusée par abonnements et en magasins de musiques à l'attention d'un lectorat de professionnels du monde de la musique et de mélomanes.
Elle est référencée par la plupart des organisations musicales et entre autres par l'Orchestre de la Suisse romande, la Confédération des écoles genevoises de musique, la Société française de musicologie, la Bibliothèque nationale de France, la Médiathèque musicale de Paris, etc.

### Rédacteurs en chef
Après Jean-Jacques Eigeldinger, Roger Boss, et  Jacques-Michel Pittier, c’est Vincent Arlettaz, musicologue, qui devient rédacteur en chef en 2001.